# Nicolet-Yamaska
Nicolet-Yamaska – regionalna gmina hrabstwa (MRC) w regionie administracyjnym Centre-du-Québec prowincji Quebec, w Kanadzie. Stolicą jest miasto Nicolet. Składa się z 16 gmin: 1 miast, 11 gmin, 1 wsi i 3 parafii.
Nicolet-Yamaska ma 22 798 mieszkańców. Język francuski jest językiem ojczystym dla 98,2%, angielski dla 0,9% mieszkańców (2011).